# Còlera
El còlera és una malaltia infecciosa intestinal aguda causada per la ingestió d'aliments o aigua contaminats pel bacteri Vibrio cholerae dels serotips O1 i O139. Sovint es presenta com una epidèmia, i té un període d'incubació curt, entre menys d'un dia i cinc dies. El bacteri produeix una enterotoxina que causa una diarrea copiosa, indolora i aquosa que pot conduir a una greu deshidratació i a la mort si no es tracta amb rapidesa. La major part dels pacients també pateixen vòmits.
La malaltia que era originària d'Àsia, concretament del delta del Ganges, i es va estendre des de la fi del segle xix per tot el món. Posteriorment va retrocedir i es va tornar a concentrar al sud d'Àsia. Es van registrar sis pandèmies que varen matar milions de persones a tot Europa, Àfrica i a Amèrica. La setena pandèmia, que encara està en curs, va començar el 1961 al sud d'Àsia, va arribar a Àfrica el 1971 i a Amèrica el 1991. La malaltia es considera endèmica en molts països i l'agent patogen que causa el còlera no pot ser, ara per ara, eliminat del medi ambient.
Robert Koch va identificar el bacteri Vibrio cholerae com a causant del còlera l'any 1883.
Es tracta d'un proteobacteri en forma de coma, molt mòbil i gramnegatiu. Hi ha dues varietats: la clàssica i l'anomenada El Tor. Hi ha formes clíniques distintes, algunes d'alta mortalitat i d'altres no tan greus.

## Infecció
- Font de contagi: només l'espècie humana.[14]
- Transmissió: per contagi directe, aigua de beguda, la llet o altres aliments contaminats,[15] especialment el peix.[16]
- Les deposicions dels malalts contenen molts vibrions i la manca d'higiene, d'infraestructures per evacuar adequadament les aigües negres[17] la desnutrició[18] i l'alta densitat de població en els camps de refugiats[19] faciliten el contagi.

## Símptomes principals
La multiplicació dels bacteris provoca alteracions de la permeabilitat a l'intestí prim que acaba donant lloc a: diarrea brusca, vòmits, que porten a la deshidratació amb la possibilitat d'un xoc circulatori mortal en poques hores.
Les manifestacions del còlera són variables, des de d'un estat asimptomàtic a una profusa diarrea en absència de dolor, que apareix 24-48 hores després de la incubació. En aquest cas, es pot arribar a la pèrdua d'un litre de deposicions en una hora a conseqüència de la deshidratació produïda per les alteracions de la permeabilitat a l'intestí prim. En els casos greus, pot causar bacterièmia, acidosi metabòlica i xoc hipovolèmic (quan la pèrdua de massa sanguínia és superior al 30 per cent).
La persona presenta set, debilitat, tenesme, atordiment de l'estat sensorial, hipotensió arterial, taquipnea i nàusees. La pell i les mucoses estan seques. La pèrdua de potassi pot determinar el desenvolupament de rampes musculars. La pèrdua dels líquids per sobre del 10 per cent del pes pot conduir a un estat d'oligúria que a vegades causa una insuficiència renal aguda, enfonsament ocular, pell arrugada i somnolència que pot conduir fins al coma. Amb un tractament correcte, el còlera no comporta seqüeles a llarg termini. Els individus amb el grup sanguini 0 no  tenen un major risc de ser infectats per Vibrio cholerae, però són particularment sensibles a la seva toxina microbiana i més proclius a patir un còlera greu tributari d'hospitalització que les persones amb altres tipus de sang.
La pèrdua d'hidrogencarbonat amb els excrements crea un estat d'acidosi metabòlica amb un desequilibri dels electròlits i un augment de les anomalies de l'hematòcrit que, eventualment, poden causar un xoc hipovolèmic.

## Tractament i prevenció
La majoria dels pacients -fins al 80 per cent- poden ser tractats adequadament mitjançant l'administració de compostos salins de rehidratació oral forçada que tenen l'osmolalitat pertinent en cada cas. Als pacients amb una deshidratació molt greu se'ls tracta mitjançant l'administració de sèrum intravenós.
Es pot acompanyar el tractament amb antibiòtics apropiats per a disminuir la durada de la diarrea, reduir el volum dels líquids de rehidratació necessaris i escurçar la durada de l'excreció dels vibrions.
El tractament amb antibiòtics de comunitats infectades, o "la quimioprofilaxi en massa", no té cap efecte sobre la prevenció i propagació del còlera. Fins i tot poden tenir efectes adversos per l'augment de la resistència als antimicrobians. Per tal de garantir l'accés oportú al tractament, en aquests casos s'han de crear centres de tractament del còlera entre la població afectada per a assegurar l'adequada profilaxi.
El subministrament d'aigua potable i al sanejament és una solució desitjable i segueix sent el factor crític en la reducció de la incidència de brots de còlera.

### Prevenció
Encara que el còlera pot ser una amenaça per a la vida, la prevenció de la malaltia normalment és senzilla si se segueixen les pràctiques sanitàries adequades.
La prevenció principal es basa en l'ús d'aigua no contaminada o desinfectada. La cloració de l'aigua de boca fa que el còlera no es consideri una preocupació sanitària a Europa i Amèrica del Nord. L'últim gran brot de còlera als Estats Units es va produir el 1910-1911.
Les mesures per a la prevenció del còlera no han canviat molt en els darrers decennis, i en la seva majoria consisteixen a proporcionar aigua neta i sanejament adequat a les poblacions potencialment afectades. Bullir l'aigua i a més filtrar-la, és una mesura preventiva bàsica, però molt eficaç. Hi ha diversos punts al llarg de la ruta de transmissió del còlera en la qual la seva propagació es pot aturar:

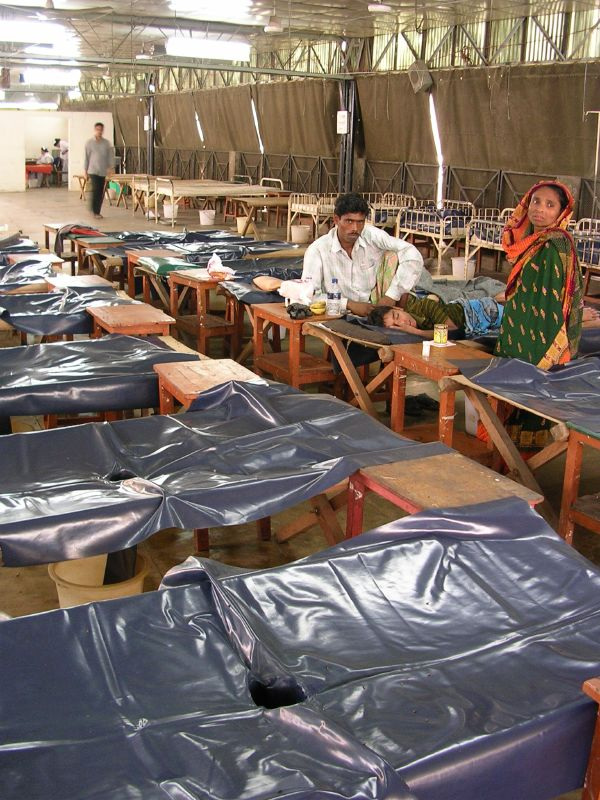
Còlera a l'hospital de Dhaka, que mostra els típics llits per a còlera.

- Esterilització: és essencial la correcta eliminació i el tractament de les aigües fecals residuals infectades de còlera produïdes per les víctimes i tots els materials contaminats (per exemple, peces de vestir, roba de llit, etc.). Les superfícies dels habitatges i tots els materials que entren en contacte amb els pacients de còlera han de ser esterilitzats rentant-los en aigua calenta usant lleixiu clorat en esprai, si és possible.[36] Les mans que entrin en contacte amb els pacients de còlera o les seves peces de vestir, roba de llit, etc., han de ser curosament rentades i desinfectades amb aigua neta i sabó[37] o un altre tipus d'agent antimicrobià eficaç.
- Clavegueram: cal fer un tractament antibacterià del clavegueram amb clor, l'ozó, llum ultraviolada o altres tipus de tractament eficaç abans que entri als cursos d'aigua subterranis, ajudant a prevenir l'abastament d'aigua inadvertidament a pacients no diagnosticats i propagant la malaltia.
- Fonts: S'haurien de col·locar advertències sobre la possible contaminació pel còlera al voltant dels estanys naturals o artificials propers a nuclis habitats i de les fonts públiques d'aigua contaminada amb instruccions sobre la forma de descontaminar l'aigua (punt d'ebullició, cloració, etc.) per al seu consum segur.[38]
- Depuració de l'aigua: tota l'aigua utilitzada per beure, rentar o cuinar ha de ser esterilitzada per algun dels mètodes: ebullició, cloració, tractament d'ozó de l'aigua, la llum ultraviolada d'esterilització, o filtració antimicrobiana a les àrees on el còlera pot estar present. La cloració i ebullició són sovint el sistema menys costós i més eficaç d'aturar la transmissió.[39] Els filtres de roba, encara que molt bàsics, han reduït significativament la incidència de còlera quan s'utilitzen en les aldees pobres de Bangladesh que depenen de les aigües superficials no tractades.[40] Són millor els filtres antimicrobians com els presents als equips de tractament d'aigües avançats que hi ha als equipaments per a expedicions. L'educació en salut pública i la incorporació de pràctiques de sanejament són d'importància fonamental per ajudar a prevenir i controlar la transmissió del còlera i altres malalties.

Una vegada que es detecta un brot, l'estratègia d'intervenció més habitual i efectiva per a reduir la mortalitat és garantint el ràpid accés al tractament i el control de la propagació de la malaltia.
La prevenció del còlera i el control no és una qüestió a tractar exclusivament pel sector de salut. Aigua, sanejament, educació i comunicació són alguns dels altres sectors que participen habitualment. S'ha d'adoptar un enfocament multidisciplinari per fer front a un possible brot de còlera.
Els viatgers han de tenir en compte el perill d'infecció en determinats països.

### Vacunació
A la fi del segle xix el metge català Jaume Ferran i Clua va desenvolupar una vacuna, l'aplicació de la qual va estar envoltada de polèmica. En tot cas, la immunitat conferida per la vacunació o per l'acció de la mateixa malaltia és poc durable.
L'ús de la vacuna parenteral, mai ha estat recomanat per l'OMS a causa de la seva baixa eficàcia protectora i l'alta incidència de reaccions adverses greus. Existeix una vacuna oral (OCV) actualment disponible al mercat i és convenient per als viatgers. Aquesta vacuna es va demostrar segura i efectiva (85-90 per cent després de sis mesos en tots els grups d'edat, disminuint a 62 per cent en un any entre els adults) i està disponible per als individus a partir dels dos anys. S'administra en dues dosis amb 10-15 dies de diferència i en 150 ml d'aigua potable. El seu ús en salut pública amb campanyes de vacunació massiva és relativament recent. En els darrers anys diverses campanyes de vacunació s'han dut a terme amb el suport de l'OMS. El 2006, l'OMS va publicar unes recomanacions oficials per l'ús de l'OCV en les emergències complexes.

## Epidemiologia
Encara que el còlera és endèmic en algunes regions del món, molts aspectes de l'epidemiologia d'aquesta malaltia segueixen sent desconeguts. Malgrat els nombrosos estudis del Vibrio cholerae, el mètode de difusió, la influència del clima, les característiques de l'estacionalitat i la dinàmica de la transició entre les etapes endèmiques, episodis epidèmiques i pandèmia, encara no són del tot clares.
Les àrees on es produeixin casos clínics de còlera amb aparició estacional sense una "importació", es defineixen com zones endèmiques. Encara que la propagació del còlera podria assolir la majoria de les zones temperades, no s'observa en totes la presència de Vibrio cholerae durant els períodes interepidèmics. Hi ha dos tipus de brots endèmics: a les zones on es produeixen casos de còlera, independentment de la presència de la pandèmia (principalment a Índia i Bangladesh) i les zones on es registren casos clínics només durant una pandèmia (Àfrica, Europa i Amèrica). Les característiques ambientals d'ambdós tipus de brots proporcionen la clau per entendre la manera en què el Vibrio cholerae roman en aquestes zones durant els períodes interepidèmics.
D'una primera anàlisi epidemiològica, s'observa que les zones properes als rius o la costa, estan estretament associats amb l'epidèmia de les zones, i que amb freqüència els primers casos del brot de còlera es produeixen en les comunitats pesqueres. A Bangladesh, les epidèmies de còlera, es produeixen dues vegades l'any, amb un patró estacional. Durant aquestes epidèmies, el Vibrio cholerae O1 està aïllat, tant dels pacients i de l'aigua, però desapareix a les estacions interepidèmiques. Estudis recents han confirmat la hipòtesi que l'agent patogen va ser transportat per invertebrats marins. La migració d'aquest animal al voltant de la costa d'Àsia està relacionat amb les epidèmies. El bacteri es desperta de la letargia per raons encara no conegudes (l'augment de la temperatura?) i es converteix en patogen per als éssers humans, en quant disposa dels invertebrats que el transportin. En canvi, en el Perú els casos de còlera anuals tenen un patró que segueix l'augment de la temperatura a la primavera.
El 2006 l'OMS va notificar 131.943 casos de còlera amb 2.272 morts. Àfrica té el 94,8% dels casos amb 125.082 notificacions. A l'Àsia s'han notificat 6.824 casos, a Amèrica 24, i a Europa 10 casos.

## Història

### Origen i propagació
El còlera és probable que tingui el seu origen al subcontinent indi del qual és endèmic. La propagació de la malaltia va ser per les rutes comercials (per terra i mar) cap a Rússia, després a l'Europa occidental, i des d'Europa als Estats Units. El còlera ja no és considerat una amenaça de salut preocupant a Europa i Amèrica del Nord gràcies a la filtració i la cloració dels subministraments d'aigua potable, però encara en gran manera afecta les poblacions als països en vies de desenvolupament.
- 1816-1826. Primera pandèmia de còlera: anteriorment restringida, la pandèmia es va iniciar a Bengala, i després es va estendre a través de l'Índia el 1820. 10.000 soldats britànics i un gran nombre d'indis van morir durant la pandèmia.[49] El brot de còlera es va estendre a la Xina, Indonèsia (on més de 100.000 persones van sucumbir tan sols a l'illa de Java) i a la mar Càspia abans de remetre. Els morts a l'Índia, entre 1817 i 1860, es calcula que supera els 15 milions de persones. Altres 23 milions de persones van morir entre 1865 i 1917. Els morts a Rússia durant un període similar va superar els 2 milions de persones.[50]

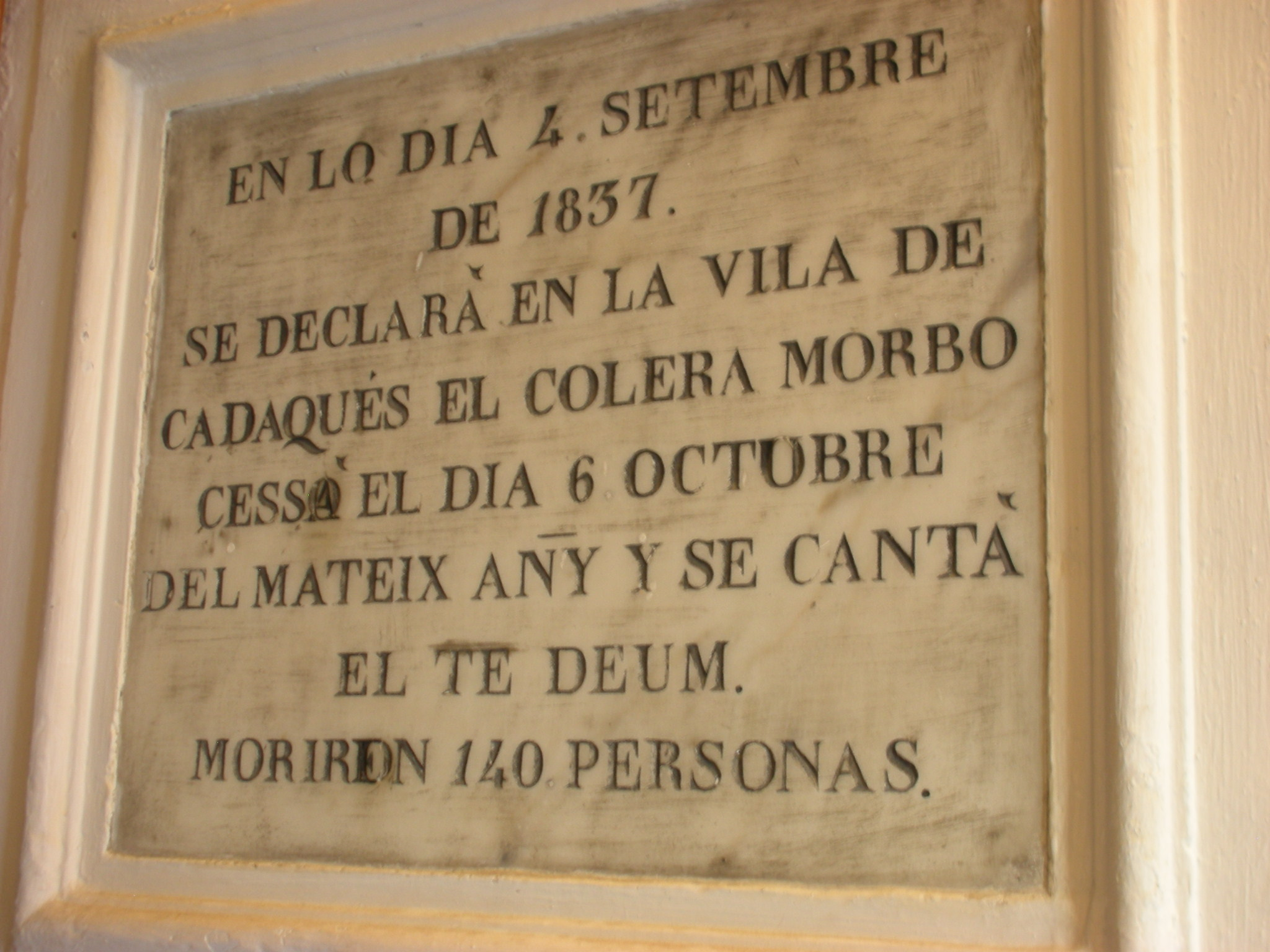
Còlera a Cadaqués

- 1829-1851. Segona pandèmia de còlera va arribar a Hongria (al voltant de 100.000 morts), Rússia[51] i Alemanya el 1831. El 1832 a Londres (més de 55.000 persones van morir al Regne Unit)[52] i París. A Londres, la malaltia es va cobrar 6.536 víctimes i va arribar a ser coneguda com "el rei còlera". En aquesta epidèmia londinenca, diversos malalts van ser els primers en rebre rehidratació per via endovenosa, un procediment mèdic pioner en aquell temps.[53] A París varen sucumbir 20.000 habitants (d'una població de 650.000) amb prop de 100.000 morts a tota França.[54] L'epidèmia va arribar al Quebec, Ontario i Nova York el mateix any i la costa del Pacífic d'Amèrica del Nord el 1834.[55] En l'epidèmia de còlera de 1831 van morir 150.000 persones a Egipte.[56] El còlera va afectar la Meca l'any 1846, matant més de 15.000 persones, estenent-se tot seguit per Pèrsia a través de la província de Khorasan, causant la mort del 10 per cent dels habitants de Teheran.[57] Un brot de dos anys es va iniciar a Anglaterra i Gal·les el 1848 i va costar 52.000 vides.[58]

- 1849. Segon brot important a París. A Londres, va ser el pitjor brot de la història de la ciutat, segant 14.137 vides, dues vegades més que el brot de 1832.[59] El còlera colpejà Irlanda el 1849 i va matar a molts supervivents de la Gran Fam Irlandesa ja debilitats per la fam i la febre.[60] El 1849, el còlera es va cobrar 5.308 vides a la ciutat portuària de Liverpool, Anglaterra, i 1.834 a Hull, Anglaterra.[54] Un brot a Amèrica del Nord es va cobrar la vida de l'expresident dels Estats Units, James K. Polk. El còlera, es creu que es va propagar des de les naus procedents d'Anglaterra i es va estendre per tot el riu Mississippí matant més de 4.500 persones a Saint Louis[54] i més de 3.000 a Nova Orleans[54] així com milers de persones a Nova York.[54] Mèxic va ser igualment afectat.[61] El 1849 el còlera es va estendre al llarg de Califòrnia, Mormó i Oregon Trail amb 6.000-12.000[62] es creu que van morir en el seu camí a la febre de l'or de Califòrnia, Utah i Oregon en els anys de còlera de 1849-1855.[54] Es creu que més de 150.000 nord-americans van morir durant les dues pandèmies entre 1832 i 1849.[63][64]
- 1852-1860. Tercera pandèmia de còlera, va afectar principalment a Rússia, amb més d'un milió de morts. El 1852, el còlera es va difondre a l'est d'Indonèsia i més tard va envair la Xina i el Japó el 1854. L'Argentina va ser infectada el 1858 i Corea el 1859. El 1859, un brot a Assam i Bengala,[65] una vegada més, va donar lloc a la transmissió de la malaltia a l'Iran, l'Iraq, Espanya i Rússia.
- 1854. Brot de còlera a Chicago va cobrar la vida de 5,5% de la població (al voltant de 3.500 persones).[54] El 1853-1854, l'epidèmia de Londres va acabar amb 10.738 vides. El brot del Soho a Londres va acabar després de l'eliminació de la bomba d'aigua manual de Broad Street per un comitè instigat a l'acció per l'anestesista i cirurgià John Snow[66] qui va emprar l'anàlisi espacial per a localitzar l'origen d'aquest brot de còlera londinenc,[67] un treball de camp pioner que va establir les bases de la epidemiologia moderna i del perfil geogràfic de les malalties infeccioses.[68] Així es va demostrar que l'aigua contaminada (encara que no es van identificar els contaminants)[69] va ser el principal medi de propagació del còlera.[70] Es necessitaria gairebé 50 anys perquè aquest missatge fos cregut i s'actués en conseqüència.[71] Construir i mantenir un sistema d'aigua potable no era, i no és, barat, però és absolutament essencial. A Mataró es van enregistrar 1.077 morts entre agost i octubre.[72]

- 1863-1875. Quarta pandèmia de còlera, es va estendre principalment a Europa i Àfrica. Almenys 30.000 dels 90.000 pelegrins a la Meca van caure víctimes de la malaltia. El còlera es va cobrar 90.000 vides a Rússia el 1866.[73] L'epidèmia de còlera que es va estendre amb la Guerra Austro-Prussiana (1866) s'estima que es va cobrar 165.000 vides a l'Imperi Austríac.[74] Hongria i Bèlgica[75] van perdre 30.000 persones i als Països Baixos van morir 20.000 més. El 1867, Itàlia va perdre 113.000 vides, unes morts relacionades en part amb l'administració experimental endovenosa de fàrmacs, alcohol i aire per alguns metges del país.[76]

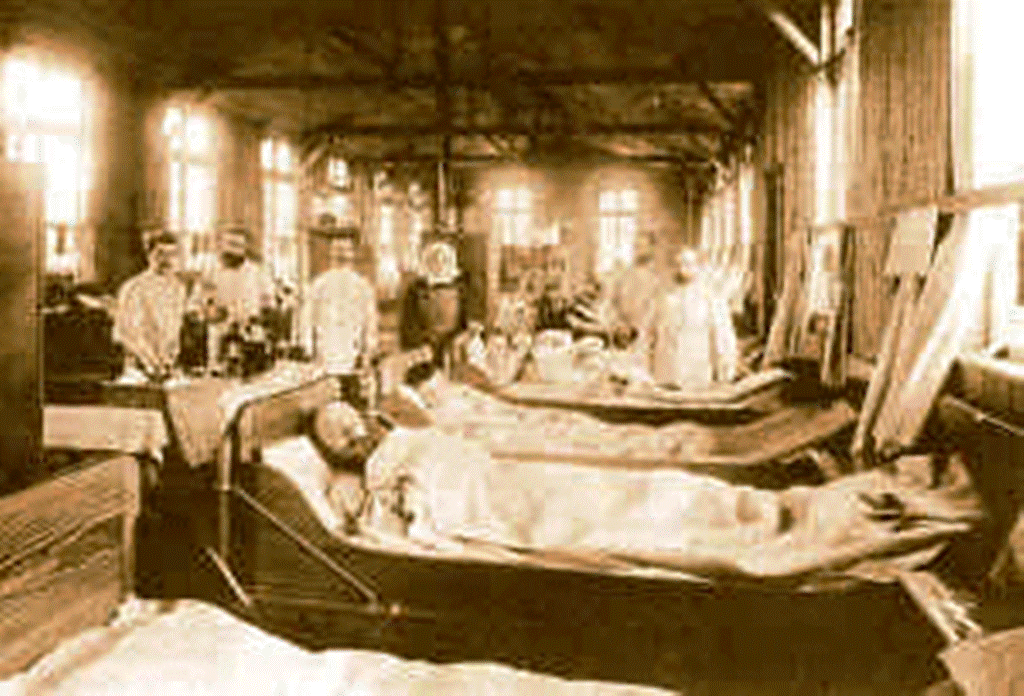
Brot de còlera el 1892 a Hamburg, una sala d'hospital

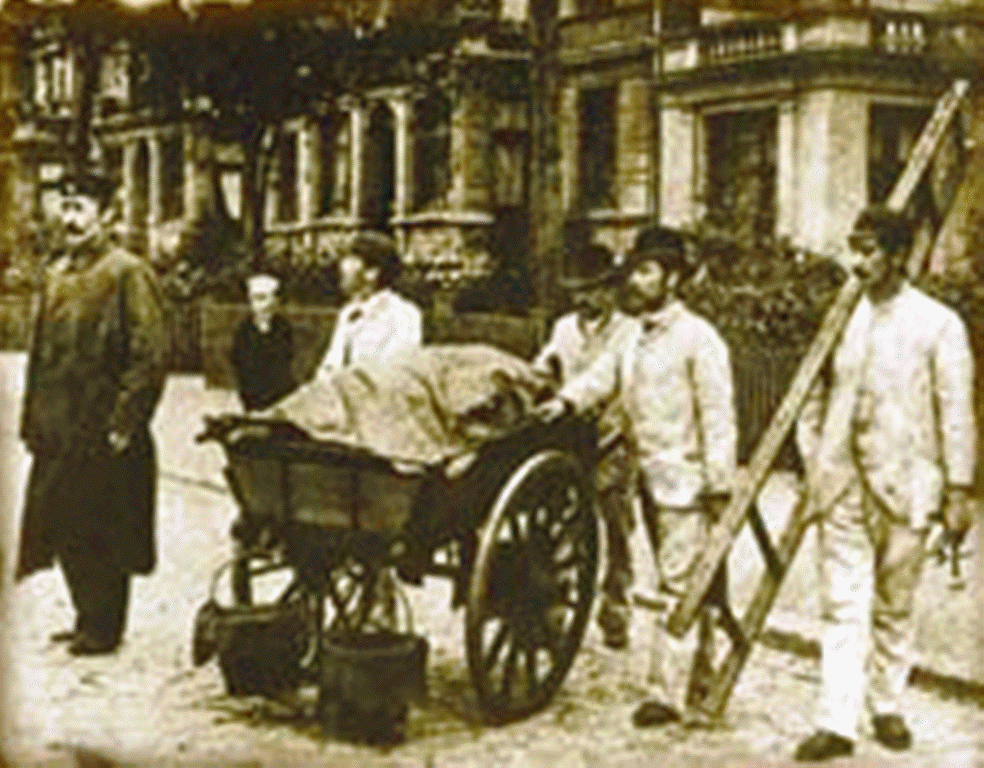
Brot de còlera el 1892 a Hamburg, l'equip de desinfecció

- 1866. Esclata a Amèrica del Nord. Va matar a uns 50.000 nord-americans.[63] A Londres, una epidèmia localitzada a l'East End acaba amb 5.596 vides, just quan Londres havia completat les seves obres d'aigües residuals i el sistema de tractament d'aigua, si bé a l'East End no estava completada. William Farr, utilitzant el treball previ de John Snow, et al. que havia posat de manifest que l'aigua potable contaminada era la font més probable de la malaltia, va ser capaç d'identificar amb relativa rapidesa l'East London Water Company com la responsable de la contaminació de l'aigua. L'acció ràpida va impedir més morts.[54] També un petit brot a Ystalyfera al sud de Gal·les causat per l'aigua local que corria per un canal contaminat, que afectava sobretot a treballadors i a les seves famílies, va produir la mort de 119 persones. En el mateix any més de 21.000 persones van morir a Amsterdam, Països Baixos.

- 1881-1896. Cinquena pandèmia de còlera; Segons el Dr AJ Wall, l'epidèmia de 1883-1887 va costar 250.000 vides a Europa i almenys 50.000 a les Amèriques. El còlera es va cobrar 267.890 vides a Rússia (1892);[77] 120.000 a Espanya;[78] 90.000 al Japó i 60.000 en Pèrsia. A Egipte el còlera es va cobrar més de 58.000 vides. El brot de 1892 a Hamburg va matar 8.600 persones. Encara que en general responsable de la virulència de l'epidèmia, el govern de la ciutat va ser en gran manera sense canvis. Aquesta va ser l'últim greu brot de còlera Europea.

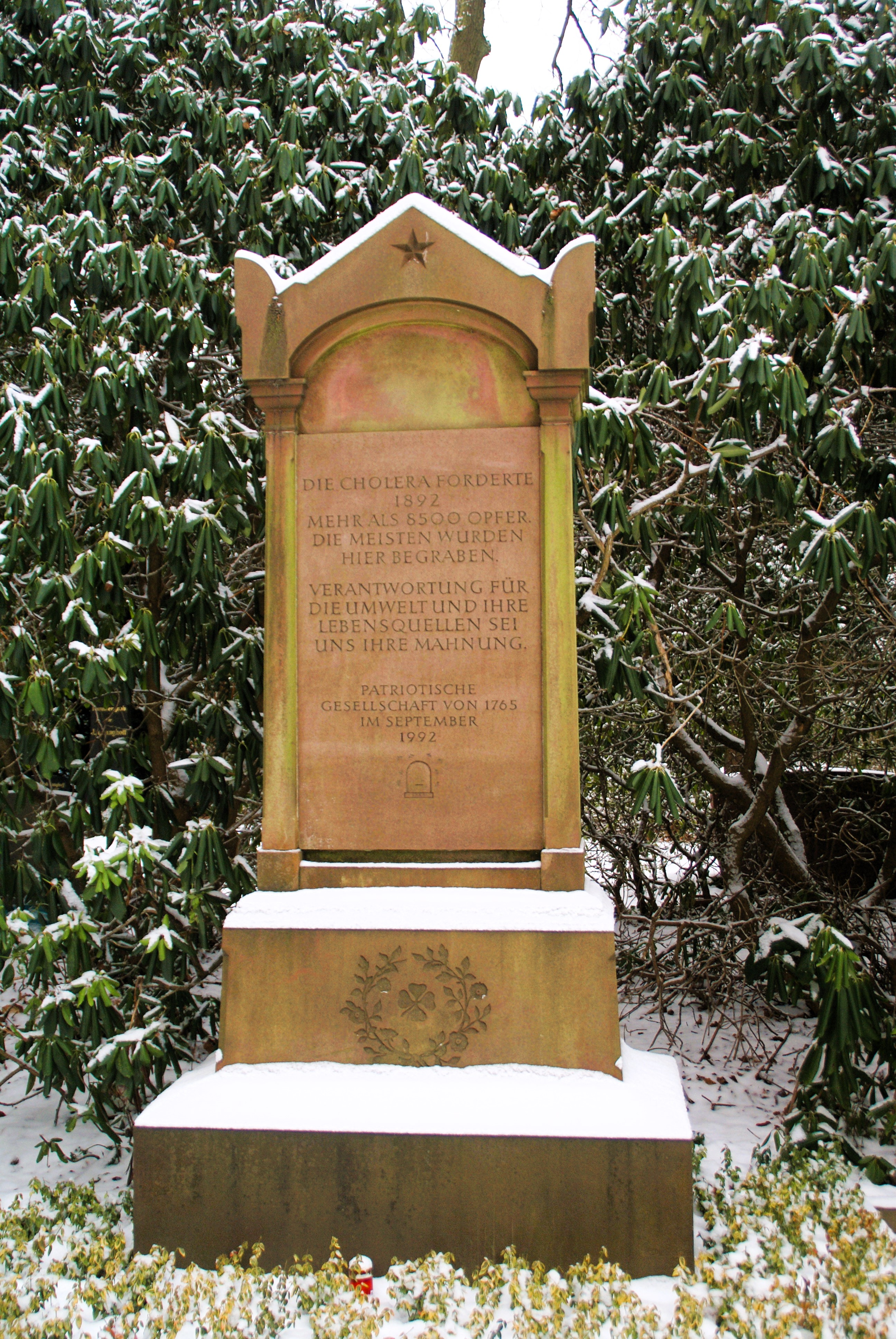
Monument a les víctimes del còlera a la ciutat d'Hamburg al Cementiri central d'Ohlsdorf.

- 1899-1923. Sisena pandèmia de còlera va tenir poc efecte a Europa a causa dels avenços en salut pública, però les principals ciutats de Rússia (més de 500.000 persones moren de còlera durant el primer quart del segle 20)[79] i en l'Imperi Otomà es van veure particularment afectades per morts per còlera. 1902-1904 L'epidèmia de còlera es va cobrar 200.000 vides a l'Argentina.[80] 27 epidèmies es van registrar durant les peregrinacions a la Meca En el segle xix fins a 1930, i més de 20.000 pelegrins van morir de còlera durant el Hajj de 1907-08.[81]

La sisena pandèmia de còlera va matar més de 800.000 a Índia. L'últim brot als Estats Units va ser el 1910-1911, quant el vaixell de vapor Moltke fet que les persones infectades a Nova York. Les autoritats de salut Vigilant van aïllar als infectats en Swinburne Illa. Onze persones van morir, incloent-hi un treballador de la salut en Swinburne Illa.
- 1932. Una epidèmia de còlera a la Xina, causada per les Inundacions de la Xina de 1931, fou la més mortal del segle XX amb 30.000 morts i 100.000 casos.[83]

- 1961-1970. Setena pandèmia de còlera es va iniciar a Indonèsia, anomenada El Tor a partir del cep,[84] i va arribar a Bangladesh el 1963, l'Índia el 1964, i l'URSS el 1966. A partir del nord d'Àfrica es va estendre a Itàlia el 1973. Al final de l'any 1970, hi va haver brots petits al Japó i al Pacífic Sud. També hi va haver molts informes d'un brot de còlera a prop de Bakú el 1972, però la informació sobre el fet va ser suprimida a la Unió Soviètica.

- Estiu 1973. Epidèmia de còlera a Itàlia, amb epicentre a la ciutat de Nàpols. El 15 d'agost hi ha alguns casos de gastroenteritis que no causen alarma. Però el 20 d'agost mor en un hospital de Nàpols una dona a qui s'havia diagnosticat enterocolitis, i pocs dies després moren altres dues dones que presentaven símptomes semblants. Tot i que el brot epidèmic va concentrar-se en el sud d'Itàlia, es van donar casos també a Sardenya, Roma, Milà, Florència, Bolonya i Pescara. En total van ser 278 casos confirmats bacteriològicament, amb 25 persones mortes. Segons les estadístiques oficials, la mortalitat més alta va produir-se a Nàpols (24 morts entre les 277 persones afectades) i a Bari (6 morts entre les 110 persones afectades). No es va arribar a determinar l'origen del brot epidèmic, però es va atribuir al consum de musclos.[85] Les autoritats va comissar tots els que eren a la venda i es va prohibir el consum de peix i altres aliments que podrien haver estat transmissors de la malaltia.[86][87]

- Abril-novembre 1974. Epidèmia de còlera a Portugal, causada per la soca El Tor Inaba, amb 2467 casos confirmats bacteriològicament i 48 morts. Es va aïllar el bacteri en el 42% de les mostres de marisc que es van analitzar i també es va trobar en un brollador i una marca d'aigua embotellada.[88]

- Gener 1991-setembre 1994. Esclata a Amèrica del Sud, pel que sembla, quan un vaixell va descarregar aigua de llast. Començant al Perú va haver 1,04 milions de casos identificats i gairebé 10.000 morts. L'agent causal va ser un O1, soca Tor i serotipus Inaba, amb petites diferències de la soca pandèmica setena.[89] El 1992 va aparèixer una nova soca a Àsia, un no-O1, Vibrio nonagglutinable (NAG) anomenat O139 Bengala.[90] Va ser identificat per primera vegada en Tamil Nadu, l'Índia i per un temps desplaçades El Tor al sud d'Àsia abans de la disminució en la prevalença del 1995 al voltant del 10 per cent dels casos. És considerat com un intermediari entre el Tor i el clàssic cep i es produeix en un nou serogrup. Hi ha proves de l'aparició de la resistència d'ampli espectre als medicaments com trimetoprim/sulfametoxazole i estreptomicina.[91]

### Els brots recents i en curs
- El 2000, al voltant de 140.000 casos de còlera van ser notificats oficialment a l'OMS. Àfrica va representar el 87% d'aquests casos.[92]

- Juliol-Desembre 2007. La manca d'aigua potable a Iraq ha portat a un brot epidèmic de còlera.[93] El 2 de desembre de 2007, l'ONU va reportar 22 morts i 4.569 casos confirmats per laboratori.[94]

- Agost de 2007. L'epidèmia de còlera es va iniciar a l'Orissa, Índia. El brot va afectar Rayagada, Koraput i districtes de Kalahandi on més de 2.000 persones van estar ingressades als hospitals.[95]

- Agost-octubre de 2008. Fins al 29 d'octubre de 2008, un total de 644 casos de còlera confirmats per laboratori, entre ells vuit morts, s'havien verificat a l'Iraq.[96]

- Març-abril de 2008. 2.490 persones de 20 províncies del Vietnam han estat hospitalitzades amb diarrea aguda. Dels hospitalitzats, 377 pacients van donar positiu de còlera.[97]

- Novembre de 2008. Metges Sense Fronteres van informar d'un brot en un camp de refugiats a la República Democràtica del Congo a la capital de la província oriental de Goma. Uns 45 casos van ser tractats entre el 7 i el 9 novembre.

| Brot de còlera de Zimbawe 2008 OMS actualitzacions diàries 29 Març 2009 al 16 Abril 2009 | Brot de còlera de Zimbawe 2008 OMS actualitzacions diàries 29 Març 2009 al 16 Abril 2009 | Brot de còlera de Zimbawe 2008 OMS actualitzacions diàries 29 Març 2009 al 16 Abril 2009 | Brot de còlera de Zimbawe 2008 OMS actualitzacions diàries 29 Març 2009 al 16 Abril 2009 | Brot de còlera de Zimbawe 2008 OMS actualitzacions diàries 29 Març 2009 al 16 Abril 2009 | Brot de còlera de Zimbawe 2008 OMS actualitzacions diàries 29 Març 2009 al 16 Abril 2009 |
| Data                                                                                     | Nous casos                                                                               | Morts                                                                                    | Data                                                                                     | Nous casos                                                                               | Morts                                                                                    |
| ---------------------------------------------------------------------------------------- | ---------------------------------------------------------------------------------------- | ---------------------------------------------------------------------------------------- | ---------------------------------------------------------------------------------------- | ---------------------------------------------------------------------------------------- | ---------------------------------------------------------------------------------------- |
| 29 Març 2009                                                                             | 242                                                                                      | 15                                                                                       | 8 Abril 2009                                                                             | 130                                                                                      | 3                                                                                        |
| 30 Març 2009                                                                             | 92                                                                                       | 2                                                                                        | 9 Abril 2009                                                                             | 137                                                                                      | 0                                                                                        |
| 31 Març 2009                                                                             | 76                                                                                       | 3                                                                                        | 10 Abril 2009                                                                            | 81                                                                                       | 2                                                                                        |
| 1 Abril 2009                                                                             | 259                                                                                      | 7                                                                                        | 11 Abril 2009                                                                            | 84                                                                                       | 6                                                                                        |
| 2 Abril 2009                                                                             | 166                                                                                      | 10                                                                                       | 12 Abril 2009                                                                            | 73                                                                                       | 1                                                                                        |
| 3 Abril 2009                                                                             | 44                                                                                       | 0                                                                                        | 13 Abril 2009                                                                            | 78                                                                                       | 1                                                                                        |
| 4 Abril 2009                                                                             | 132                                                                                      | 1                                                                                        | 14 Abril 2009                                                                            | 363                                                                                      | 30                                                                                       |
| 5 Abril 2009                                                                             | 19                                                                                       | 6                                                                                        | 15 Abril 2009                                                                            | 115                                                                                      | 9                                                                                        |
| 6 Abril 2009                                                                             | 536                                                                                      | 7                                                                                        | 16 Abril 2009                                                                            | 314                                                                                      | 10                                                                                       |
| 7 Abril 2009                                                                             | 182                                                                                      | 13                                                                                       | align=center                                                                             | align=center                                                                             | align=center\|                                                                           |
| Total                                                                                    | 1748                                                                                     | 64 (CFR = 3,66%)                                                                         | Total                                                                                    | 1375                                                                                     | 62 (CFR=4,51%)                                                                           |

- Agost 2008-Abril 2009. Brot de còlera de Zimbabwe. Es calcula que 95.531 persones en el país es van infectar amb el còlera durant aquest brot i que va haver-hi un total de 4.282 morts.[100] D'acord amb l'Organització Mundial de la Salut, durant la setmana de 22-28 març de 2009, la "Ràtio de mortalitat bruta (CFR)," havia disminuït del 4,2% al 3,7%.[101] Les actualitzacions diàries per al període 29 març 2009 - 7 abril 2009, amb una llista de 1.748 casos i 64 morts, donant un MCR setmanal de 3,66% (vegeu taula dalt);[98] No obstant això, en el període del 8 al 16 d'abril, amb 1.375 nous casos i 62 morts (i un MCR resultant de 4,5%).[99] La taxa de mortalitat es va mantenir per sobre del 4,7% per a la major part de gener i principis de febrer de 2009.[102]

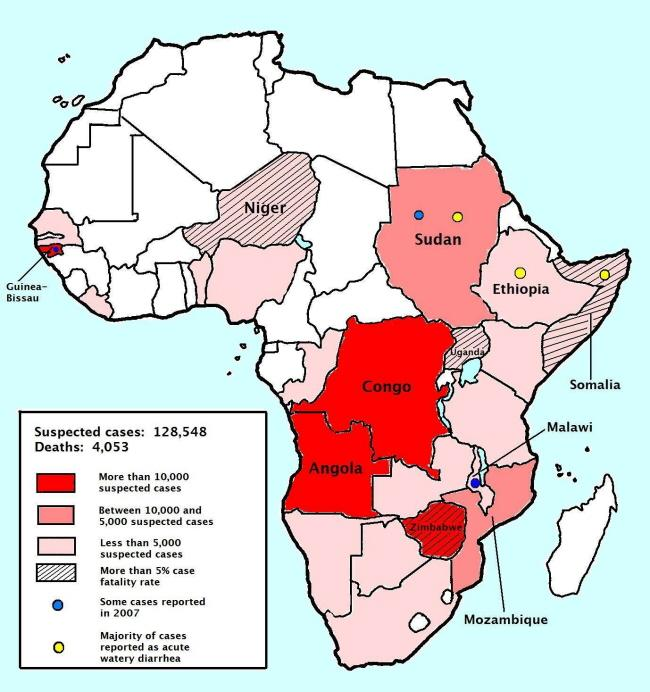
El 12 de febrer de 2009, el nombre de casos d'infecció per còlera a l'Àfrica subsahariana havia arribat a 128.548 i el nombre de víctimes mortals a 4.053.

- Desembre 2009-Març 2009. La província de Mpumalanga a Sud-àfrica va confirmar més de 381 nous casos de còlera serotipus O1, multiresistent i productor de β-lactamasa.[103] El nombre total de casos tractats des de novembre de 2008 va ser de 2.276 i 30 els morts durant la durada completa del brot.[104]

- Octubre 2010-Gener 2018. A Haití es produí el primer brot modern de còlera de grans dimensions. La malaltia, - inexistent a l'illa en aquell moment – fou introduïda per un contingent nepalès de les Nacions Unides establert a la vall del riu Artibonite.[105] Segons les Nacions Unides, durant aquest brot 800.000 persones es van infectar i 9.000 van morir a causa de la malaltia.

- 2010-2023. Brot de la malaltia al Camerun amb 22.433 casos de còlera serotipus O1 durant el període 2010-2011.[106] Brot l'any 2020, amb 1.911 casos i 82 morts. El 2022, un nou brot al país va causar 13.420 infectats i 251 morts.[107] Brot a la província de Gadarif (Sudan), entre agost i desembre de 2023, amb 1.997 infectats.[108]

### Diversitat genètica en les pandèmies de còlera
Les anàlisis de l'evolució dels polimorfismes de fragment de longitud ampliada (AFLP) de les soques pandèmiques de Vibrio cholerae ha posat de manifest les seves diverses estructures genètiques. Dos grups han estat identificats: Grup I i Grup II. Majoritàriament, el Grup I consta de les soques dels anys 1960 i 1970, mentre que en gran part el grup II conté les soques dels anys 1980 i 1990, basat en el canvi en l'estructura del clon. Aquesta agrupació de les soques es veu millor a les soques procedents del continent africà.

### Pandèmies de còlera a Espanya
Va arribar per primer cop a la península Ibèrica l'any 1833 a Vigo en un vaixell anglès procedent de Portugal. El 1834, amb el focus originat a Barcelona, l'epidèmia va causar la mort de 3.344 persones a la ciutat. Durant el segle xix diversos brots afectaren també al País Valencià i les Balears. L'epidèmia del 1854 a Barcelona, amb 6.419 morts va donar els arguments definitius per a l'enderroc de les muralles de la ciutat i la creació de l'Eixample com a model de ciutat higiènica. Des de l'inici de l'epidèmia, però sobretot a partir de finals de l'estiu, molts barcelonins van marxar cap a les altres províncies catalanes, un fet que va expandir la malaltia. Les comarques gironines a penes van ser afectades, però si va causar un considerable nombre de defuncions al Tarragonès, al Montsià, al Solsonès, al Berguedà i a les terres de Lleida. L'epidèmia de còlera més mortífera va ser la del 1885 amb 120.000 víctimes mortals a la part oriental de la península Ibèrica i amb el 28 per cent de mitjana, aproximadament, dels morts corresponents a tots els partits judicials existents en aquella època a la província de València. El primer mort d'aquesta epidèmia a Barcelona, una dona de Sant Martí de Provençals, es va produir el dia 4'agost. L'estiu de 1971 es va declarar el darrer brot, de poca mortalitat a Espanya, però no va arribar a ser una epidèmia.